# Клаус Шольц
Клаус Шольц (нім. Klaus Scholtz; 22 березня 1908, Магдебург — 1 травня 1987, Бад-Швартау) — німецький офіцер-підводник, фрегаттен-капітан крігсмаріне, капітан-цур-зее бундесмаріне. Кавалер Лицарського хреста Залізного хреста з дубовим листям.

## Біографія
5 квітня 1927 року вступив на флот. Служив на міноносцях G-8, G-11 і «Ягуар». У квітні 1940 року переведений в підводний флот. 22 жовтня 1940 року призначений командиром підводного човна U-108 (Тип IX-B), на якому здійснив 8 походів (провівши в морі в цілому 361 день). У першому поході потопив 2 судна загальною водотоннажністю 8078 т. У другому поході 10 квітня 1941 року Шольцу вдалося потопити в Данській протоці британський торговий допоміжний крейсер «Раджпутана» водотоннажністю 16 444 т. Наступні 3 походи здійснив в Атлантику, де діяв проти конвоїв союзників. Брав участь в операції «Паукеншлаг» біля берегів США, під час якої потопив 5 кораблів водотоннажністю 20 082 т. Останні 2 походи здійснив в Карибське море. 14 жовтня 1942 року призначений командиром 12-ї флотилії в Бордо. У підпорядкуванні Шольца знаходились підводні човни дальнього радіусу дії, які проводили операції переважно в Південній Атлантиці та в Індійському океані. У серпні 1944 року більшість човнів флотилії було переведено у Фленсбург, а сама флотилія розформована. 26 серпня Шольц покинув Бордо, але 11 вересня був узятий в полон американськими військами в департаменті Луара. Всього за час бойових дій потопив 25 кораблів загальною водотоннажністю 128 190 т. В 1947 звільнений. У 1953-56 роках служив у Федеральній прикордонній службі ФРН, а потім перейшов у ВМС; командував різними військово-морськими базами (включаючи Кільську, Куксгафенську і Вільгельмсгафенську). В 1966 році вийшов у відставку.

## Звання
- Кандидат в офіцери (5 квітня 1927)
- Морський кадет (1 листопада 1927)
- Фенріх-цур-зее (18 березня 1929)
- Оберфенріх-цур-зее (1 червня 1931)
- Лейтенант-цур-зее (1 жовтня 1931)
- Оберлейтенант-цур-зее (1 жовтня 1933)
- Капітан-лейтенант (1 жовтня 1936)
- Корветтен-капітан (1 листопада 1941)
- Фрегаттен-капітан (1 липня 1944)
- Капітан-цур-зее (20 серпня 1959)

## Нагороди
- Медаль «За вислугу років у Вермахті» 4-го і 3-го класу (12 років)
- Іспанський хрест в бронзі (6 червня 1939)
- Залізний хрест
  - 2-го класу (3 травня 1941)
  - 1-го класу (8 липня 1941)
- Нагрудний знак підводника з діамантами
  - знак (3 травня 1941)
  - діаманти (вересень 1942)
- Відзначений у Вермахтберіхт (6 липня 1941)
- Лицарський хрест Залізного хреста з дубовим листям
  - лицарський хрест (26 грудня 1941)
  - дубове листя (№ 123; 10 вересня 1942)